# Cleptometopus motuoensis
Cleptometopus motuoensis là một loài bọ cánh cứng trong họ Cerambycidae.